# María Elena Barrera Tapia
María Elena Barrera Tapia (Toluca, Estado de México; 22 de septiembre de 1960). Se graduó en la Universidad Autónoma del Estado de México como médica cirujana donde, además, concluyó estudios de Especialidad en Salud Pública y Recursos Humanos. Es Maestra en Administración de Empresas (UAEM) y Maestra en Psicoterapia Gestalt (Instituto Gestalt de México). Fue Presidenta Municipal Constitucional de Toluca, Estado de México, desde agosto de 2009 hasta febrero de 2012.
El 11 de abril de 2012 inició su campaña al Senado de la República en el Estado de México.
El 11 de diciembre de 2013 fue una de los 95 senadores que votó a favor de aprobar en lo general el proyecto de decreto que reforma los artículos 25, 27 y 28 de la Constitución en materia energética, dando apertura al sector privado y trasnacionales a los recursos de hidrocarburos de México.
Cabe señalar que estos contratos, de acuerdo al dictamen, serán de hasta 30 años para el petróleo y 40 años para el gas y están vinculados a los cambios al artículo 27 aprobados la madrugada del 11 de diciembre.

## Biografía
Nació el 22 de septiembre de 1960. Hija de Fernando Barrera Legorreta y María del Consuelo Tapia Díaz.
Está casada con Eulalio Francisco López Millán  y es madre de dos hijos: María Elena y Francisco López Barrera.

## Estudios Académicos y Posgrado
- Médica Cirujana (UAEM)
- Maestra en Administración de Empresas (UAEM)
- Maestra en Psicoterapia Gestalt (Instituto Gestalt de México)
- Especialidad en Salud Pública y Recursos Humanos (UAEM)

### Diplomados
- “Calidad del Servicio Público” Organizado por el GEM.
- “Calidad en el Servicio de Salud” en el Instituto Nacional de Salud Pública.
- “Administración de los Servicios de Salud “ de la UAEM.

### Reconocimientos
- Medalla y diploma “Los Mejores Estudiantes de México”, otorgados por el Gobierno Federal.
- Presea “Ignacio Manuel Altamirano”, otorgada por la UAEM, al Mérito Universitario.
- Pergamino Histórico “Leona Vicario” otorgado por la Benemérita Sociedad de Geografía y Estadística del Estado de México, 2008.
- Medalla “Dr. Maximiliano Ruiz Castañeda” otorgada por la Academia de Salud Pública del Estado de México al Mérito y Trayectoria Profesional en Administración Pública.
- Reconocimiento por Desempeño Laboral, otorgado por el Gobierno del Estado de México y el Instituto de Salud del Estado de México.
- Reconocimiento por el Desempeño Laboral en la Secretaría de Salud, recibido en 2 ocasiones; otorgado por el Dr. Jesús Kumate Rodríguez y por el Dr. José Antonio González Fernández.
- Presea "Dr. Maximiliano Ruiz Castañeda" otorgado por la Benemérita Sociedad de Geografía y Estadística del Estado de México, 2008.

## Senadora de la República (2012-2018)
- Presidenta Municipal Constitucional de Toluca (ago 2009-feb 2012)
- Secretaria de Salud del Estado de México (2005-2009)
- Secretaria Particular de la Junta de Coordinación Política.
- Secretaria Particular del C. Secretario de Administración.
- Coordinadora del Control de Gestión de la Secretaría de Administración.
- Directora de la Unidad Coordinadora de Extensión de Cobertura por acuerdo de la Secretaría de Salud y el Banco Mundial.
- Subdirectora de Recursos Humanos del ISEM.
- Secretaria Técnica Estatal ante el Consejo Nacional de Salud para la Garantía de la Calidad de Servicios de Salud a Población Abierta.
- Jefa de la Jurisdicción Sanitaria en Toluca e Ixtlahuaca.
- Directora del Centro de Salud Urbano Toluca.

### Actividades
- Miembro del Instituto Nacional de Administración Pública. (INAP)
- Consejera del Instituto Administración Pública del Estado de México (IAPEM)
- Presidenta de las Comisiones de Vinculación con Gobiernos Estatales y Vinculación con Partidos Políticos de la FENAMM (Cargo Actual)
- Representante del Estado de México ante la CONAGO en la Comisión de Salud.
- Miembro de la Unión Iberoamericana de Municipalistas (UIM).
- Presidenta de las Comisión de Salud y miembro de la Comisión de Finanzas del *Consejo Político Estatal del PRI.
- Miembro de la Sociedad Mexicana de Salud Pública.
- Miembro de la Sociedad Mexicana de Calidad de la Atención a la Salud, A.C.

### Logros como Secretaria de Salud
- Creación e implementación del Modelo de Atención Médica e Infraestructura en Salud en el Estado de México.
- Creación del Instituto Mexiquense contra las Adicciones.
- Se duplicó la Infraestructura en Salud en el Estado de México (Construcción de 19 hospitales municipales y 35 CEAPS).
- Reducción de 27% en mortalidad materna.
- Primer Estado a nivel nacional en:
  - Operar el Centro de Atención a Niños Quemados.
  - Crear el Modelo de Atención Obstétrica en Enfermería.
  - Otorgar Medicamentos gratuitos en todas las unidades públicas del Estado de México con 97% de abasto.
  - Otorgar atención gratuita mujeres embarazadas antes y hasta 40 días después del parto.

### Logros como Presidenta Municipal de Toluca
- Más de 1000 obras en pavimentación en dos años.
- 218 compromisos cumplidos (95%) y 10 compromisos en proceso.
- Hermanamientos suscritos con: La Plata, Argentina; y Xalapa, Veracruz.
- Consolidación de proyectos únicos en el país:
  - Programa de electrificación.
  - Creación de unidades deportivas, jardines y espacios recreativos en delegaciones y plazas públicas.
  - Creación del Sistema de Atención Médica Asistencial (SIAMAS), único en el país.
  - Sede del XX Simposio Internacional de Escultura en Acero Inoxidable.
- Premios:
  - Premio Estatal del Medio Ambiente 2011.
  - Premio Gobierno y Gestión Local 2011 del CIDE (1.er. Lugar) por el Proyecto de **Recuperación del Sistema de Captación de Agua del Programa de Rescate del parque nacional Nevado de Toluca.
  - Premio Estatal del Deporte 2010 y 2011.
  - Premio Gobierno y Gestión Local 2010 del CIDE (Primer Lugar) en la categoría de programas que promueven el desarrollo y seguridad alimentaria en zonas conurbadas y marginadas.
  - Premio Estatal de Contraloría Social 2010 (Primer Lugar).
  - Reconocimiento a nivel Nacional otorgado por la Revista CIO México al sistema de Gestión Municipal 2010.
  - Premio José María Morelos y Pavón 2010 (Segundo Lugar) por el programa Tianguis de Servicios en la Categoría de Gestión de Política Social Eficaz.
  - Tercer Municipio a nivel Nacional en Competitividad y Transparencia, otorgado por el Instituto Mexicano para la Competitividad (IMCO).

## Algunas publicaciones
- Barrera, María Elena (2008). 50 Años de la Salud en el Estado de México - colección Vida + Salud. SANOFI-AVENTIS.
- Barrera, María Elena (2008). A la Mitad del Camino. Gobierno del Estado de México, Secretaria de Salud del Estado de México.
- Barrera, María Elena (2008). Medicina Tradicional - colección Vida + Salud. SANOFI-AVENTIS.
- Barrera, María Elena (2008). Evolución y Desarrollo de la Enfermería. SANOFI-AVENTIS.